# 胡志明市音樂學院
胡志明市音樂學院（越南语：／）是一所駐胡志明市的音樂學院，提供初中至大學程度音樂教育，課程涵蓋西洋古典音樂和越南傳統音樂。
越南全國一共有三家音樂學院，另外兩所分別是越南國家音樂學院和順化音樂學院 。

## 歷史
此音樂學院前身為嘉定藝術大學音樂部。於1956年，該部脫離嘉定藝術大學成立西貢國立音樂學校，並於成立戲劇學院後改稱西貢音樂及戲劇學校，提供音樂、西洋古典音樂、越南傳統音樂及戲劇，以越南傳統戲劇為主的課程。
1975年4月30日西貢淪陷，越南統一，該校易名胡志明市國立音樂學校，其戲劇學院則於翌年獨立為胡志明市戲劇學校。1978起，該校提供舞蹈課程。1980年2月2日，獲越南政府提升為大學，更名胡志明市音樂學院至今。

## 學院系
胡志明市音乐学院教授音樂理論，音樂創作和指揮、钢琴、交響樂樂器、聲樂、越南傳統音樂樂器、吉他，曼陀林， 手风琴等。

## 組織機構
該音樂學院有過百位講師，他們大多畢業於歐洲的音樂學院。課程以外，該校也設有管弦樂團，成年交響樂團，兒童交響樂團和越南傳統樂團等。